# 中支那派遣軍
中支那派遣軍（なかしなはけんぐん）は、大日本帝国陸軍の方面軍の一つ。

## 沿革
1938年2月14日に終結した南京攻略戦後、上海派遣軍・第10軍の上級司令部であった中支那方面軍を解体し、新たに編制された部隊である。
1939年9月23日には中支那派遣軍と北支那方面軍を統合する上級司令部である支那派遣軍が新設され、それに伴って戦闘序列が解除される。

## 軍概要
- 通称号：無し
- 編成時期：1938年（昭和13年）2月14日
  - 戦闘序列解除：1939年（昭和14年）9月23日
- 最終位置：
- 上級部隊：大本営

### 司令官
- 畑俊六大将：1938年（昭和13年）2月14日 - 1938年（昭和13年）12月14日
- 山田乙三大将：1938年（昭和13年）2月15日 -

### 参謀長
- 河辺正三少将：1938年（昭和13年）2月15日 - 1939年（昭和14年）1月30日
- 吉本貞一少将：1939年（昭和14年）1月31日 -

### その他の役職
- 参謀副長
  - 武藤章大佐：1938年（昭和13年）2月14日 - 1938年（昭和13年）7月14日
  - 鈴木宗作少将：1938年（昭和13年）7月15日 -

- 司令部附
  - 小野寺信陸軍歩兵中佐[1]：1938年（昭和13年）10月 -

### 戦闘序列解除時の隷下部隊
- 第15師団
- 第17師団
- 第22師団
- 第116師団
- 第11軍
  - 第3師団
  - 第6師団
  - 第13師団
  - 第33師団
  - 第34師団
  - 第39師団
  - 第101師団
  - 第106師団